# Kuros Biosciences
Die Kuros Biosciences AG (ehemals Cytos Biotechnology AG) ist ein biopharmazeutisches Unternehmen mit Sitz in Schlieren, Schweiz. Sie entstand 1995 aus einem Spin off der Eidgenössischen Technischen Hochschule (ETH) in Zürich und ist seit Oktober 2002 als eigenständiges Unternehmen an der Schweizer Börse SIX Swiss Exchange kotiert.

## Tätigkeitsgebiet
Cytos Biotechnology ist auf die Entdeckung, Entwicklung und Vermarktung einer neuen Klasse von biopharmazeutischen Präparaten spezialisiert. Diese als Immunodrugs bezeichneten Medikamente sind für die Anwendung in der Behandlung und Prävention von häufigen chronischen Krankheiten vorgesehen. Sie sollen das Immunsystem des Patienten dazu aktivieren, erwünschte therapeutische Antikörper oder T-Zellreaktionen zu erzeugen, welche chronische Krankheitsprozesse modulieren.
Cytos stellte 2011 alle Projekte ein, die nicht den Hoffnungsträger CYT003-QbG10 (zur Behandlung des allergischen Asthmas und der allergischen Rhinitis) betrafen, und reduzierte die Belegschaft. Vorsitzender der Geschäftsleitung, Mitbegründer und grösster Aktionär Wolfgang Renner trat zurück und schied aus dem Verwaltungsrat aus. Verwaltungsratspräsident Thomas Hecht übernahm die operative Leitung bis zur Ernennung von Christian Itin als Vorsitzender der Geschäftsleitung im Oktober 2012. Ende 2012 waren noch 21 Vollzeitstellen aufgeführt nach 36 Ende 2011. Im April 2014 teilte Cytos mit, CYT003 habe sich als wirkungslos erwiesen; die Geschäftsleitung prüfe nun Stilllegung und Liquidation oder Konkurs der Firma. Die verbliebenen Mitarbeiter würden entlassen.
Im Dezember 2015 fusionierten Cytos Biotechnology und Kuros Biosurgery Holding AG. Das Unternehmen wird seitdem als Kuros Biosciences AG geführt.